# Cometa ISON
La cometa ISON, chiamata anche C/2012 S1 (ISON), era una cometa radente e non periodica scoperta il 21 settembre 2012 dal bielorusso Vital Mikalaevič Newski e dal russo Artëm Olegovič Novičonok. La scoperta è stata effettuata utilizzando un telescopio riflettore di 0,4 m dell'International Scientific Optical Network vicino a Kislovodsk in Russia. La sua scoperta suscitò la speranza che si trattasse della prima cometa ben visibile a occhio nudo dall'emisfero boreale dal 1997 (anno della Hale-Bopp). Le speranze di un magnifico spettacolo vennero comunque disilluse durante l'autunno.
La cometa ISON si è disintegrata al perielio il 28 novembre 2013, lasciando solo un tenue residuo di polveri e frammenti.

## Scoperta
Al momento della scoperta la cometa si trovava a circa 615 milioni di km di distanza dal Sole, ovvero poco oltre l'orbita gioviana.
La scoperta della cometa è stata effettuata dagli astronomi Vital Mikalaevič Newski e Artëm Olegovič Novičonok il 21 settembre 2012, entrambi lavorano all'International Scientific Optical Network in Russia. Dopo tre giorni durante i quali vengono misurate posizioni astrometriche per calcolare un'orbita preliminare, il 24 settembre 2012, dopo che nel frattempo sono state trovate immagini di prescoperta risalenti fino al dicembre 2011, viene annunciata ufficialmente la scoperta della cometa. La scoperta che aveva già suscitato notevoli aspettative tra gli astronomi professionisti e gli astrofili fa il giro del mondo in poche ore. In seguito sono state scoperte immagini di prescoperta risalenti fino al 30 settembre 2011.

## Denominazione
La denominazione "C/2012 S1 (ISON)" deriva da: "C", in quanto non periodica; "2012", in quanto scoperta in tale anno; "S1", in quanto prima cometa scoperta nella seconda metà del mese di settembre; "ISON", in quanto scoperta nel corso del programma di ricerca International Scientific Optical Network. Il nome "Cometa ISON" con cui è comunemente indicata dalla stampa rischia di essere, pertanto, fonte di possibile confusione: se nel corso dello stesso programma di osservazione venisse scoperta una cometa dello stesso genere a fine febbraio 2015 essa verrebbe denominata C/2015 D1 (ISON).

## Orbita

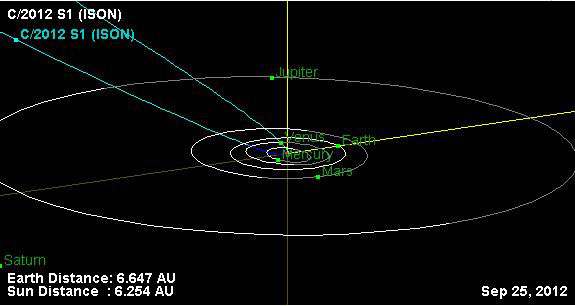
Posizione della Cometa ISON il 25 settembre 2012

Nell'ottobre del 2012 ISON si trovava fra l'orbita di Giove e l'orbita di Saturno. La cometa è transitata al perielio il 28 novembre 2013 ad una distanza di 0,012 au dalla superficie solare. La sua orbita è iperbolica e molto inclinata rispetto al piano dell'eclittica, elementi che fanno ritenere altamente probabile che la cometa provenga dalla nube di Oort. La cometa è passata a circa 0,07 au da Marte il 1º ottobre 2013 ed il 26 dicembre 2013 è passata a circa 0,4 au, circa 60 milioni di km, dalla Terra, cioè 160 volte la distanza Terra-Luna, per confronto, la luminosissima cometa Hale-Bopp, passò a 197 milioni di km dalla Terra.

## Visibilità
Al momento della scoperta, ISON aveva una magnitudine apparente di 18,8. Questa cometa, prima del suo primo passaggio al perielio, passaggio particolarmente vicino al Sole, come le altre comete provenienti dalla Nube di Oort, non ha mai subito stress gravitazionali né shock termici; questo fece sì che creò aspettative di forte visibilità fino ad un livello molto ottimistico di una lunga coda di circa 100 volte più luminosa di Venere e probabilmente anche più luminosa della Luna, visibile anche in pieno giorno. Nelle ore attorno al passaggio al perielio la cometa, secondo alcune stime, avrebbe potuto raggiungere una magnitudine di -13,1 portandosi al livello, e forse anche superando, quella della cometa Ikeya-Seki che nel 1965 raggiunse la magnitudine di −10. Secondo le previsioni avrebbe potuto rimanere di magnitudine negativa fra il 24 novembre e il 3 dicembre, invece la cometa diminuì gradualmente le aspettative di visibilità già qualche mese prima dell'avvicinamento al perielio, a causa di alcuni improvvisi ed inaspettati outburst. Qualche giorno dopo il passaggio al perielio, secondo i dati raccolti da SOHO, la cometa ISON si frantumò in buona parte, subendo una perdita di luminosità tale da rendere impossibile la visione amatoriale.